# Giuseppe Piccioli
Giuseppe Piccioli (Bologna, 5 agosto 1905 – Milano, 5 ottobre 1961) è stato un pianista, compositore e musicologo italiano.

## Biografia
Inizia lo studio del pianoforte a sei anni e a dodici entra nel Liceo musicale di Bologna (ora Conservatorio di Musica Giovanni Battista Martini)   dove si diploma nel 1921. Nel 1923 comincia l’attività concertistica in Italia e all’estero che proseguirà con successo fino ai primi anni Trenta per poi dedicarsi soprattutto alla didattica pianistica e alla composizione. Dal 1932 è titolare di una delle cattedre di pianoforte principale presso il Liceo Musicale di Bologna e dal 1952 alla morte è docente al Conservatorio di Milano.
All’attività di insegnante affianca quella di teorico  e storico, con testi di didattica pianistica e di storia delle forme musicali. L’interesse storico musicologico si realizza inizialmente nel recupero di musicisti bolognesi del periodo barocco, quindi nella collaborazione con l’editore Carisch per cui avvia e dirige, dal 1937 alla morte, la collana Collezione di musiche sinfoniche italiane dei secoli XVII e XIX, producendo numerose trascrizioni e revisioni di musicisti  italiani (Donizetti, Galuppi, Jommelli, Martini, Paisiello, Piccinni, Rossini, Salieri). Feconda la collaborazione con la Sagra musicale umbra che porta nell’arco di un decennio alla revisione e all’esecuzione di partiture sacre di Cavalli, Leo, Perti, Rossi , A. Scarlatti, D. Scarlatti, Stradella. Accanto a queste anche revisioni e trascrizioni di opere (tra le quali Cimarosa, Il credulo, Salieri, La grotta di Trofonio, A. Scarlatti Mitridate Eupatore e Tigrane) o di musica cameristica barocca ( in particolare C.Ph.E. Bach.)
Inizia giovanissimo l’attività di compositore con pubblicazioni per pianoforte e trascrizioni, e si dedica a composizioni più ampie per orchestra o per pianoforte e orchestra a partire dalla Burlesca (1937) fino alla Sinfonietta concertante ((1947) e al Concerto per pianoforte e orchestra (1950).
Per il teatro compone due balletti: La tarantola (1942) in prima esecuzione all’Opera di Roma con la coreografia di Aurel Millos e Festa romantica (1943) in prima esecuzione alla Staatsoper di Vienna. Scrive poi le musiche di scena per la favola Cenerentola (1948) su testo di Enzo Biagi, per l'Amleto di Shakespeare (1952) con la regia di Squarzina (spettacolo trasmesso nel 1955 dalla televisione italiana, e per Il signore di Porcelgnac (da Monsieur de Pourceaugnacdi Molière).

## Opere
Scritti:
- L’arte pianistica in Italia: da Clementi ai nostri giorni, Milano: Carisch - Bologna: Pizzi, 1931

- Gemme pianistiche: appunti d’interpretazione, Como: Cavalleri, 1932

- Didattica pianistica, Milano: Curci, 1947 e ristampe

- Il concerto per pianoforte e orchestra da Mozart ai contemporanei: studio della forma e della sua evoluzione ad uso degli allievi di pianoforte, Milano: Curci, 1954 e ristampe[7]

Didattica pianistica: 
- Esercizi preparatori per l’uso del pedale Bologna Bongiovanni 1939

- Antologia pianistica: ad uso delle scuole secondarie e dell’insegnamento privato. Voll. I e II, Milano, Curci, 1955-56

- Revisioni di opere didattiche di: F. Beyer, H. von Bülow- J. B. Cramer, A. Cortot, Ch.-L. Hanon, S. Heller, M. K. Kunz, S. Lebert – L. Stark, I. I. Moscheles

- Revisioni pianistiche di opere di G. Aldrovandini, J.S. Bach, M. Clementi, G. Frescobaldi, F. J. Haydn, F. Liszt, B. Monari, F. Schubert e di clavicembalisti italiani

Trascrizioni, edizioni e revisioni di composizioni   di T. Albinoni, G. Aldrovandini, C. Ph. E Bach, F. Cavalli, D. Cimarosa, C. Debussy, G. Donizetti, G. Gabrieli, B. Galuppi, C. Jachino, N. Jommelli, L. Leo, A. Lotti, F. Manfredini, G. B. Martini, G. Martucci, P. Mascagni, G. Mulè, G. Paisiello, G. A. Perti, N. Piccinni, M. Portugal, L. Rossi, G. Rossini, A. Salieri, A. Scarlatti, A. Stradella, G. Torelli. 
Composizioni originali:
Pianoforte
- Notturno (1925)

- Tre trascrizioni (1926)

- Cinque pezzi facili (1931)

- Quadretti infantili (1931)

- Tre danze in miniatura (1931)

- Valse (1932)

- A sera (1932)

- Avanese (1932)

- Due miniature (4 mani; 1935)

- Tango da concerto (1935 o prima)[8]

- Sei pezzi facilissimi (1939)

- Pavana e Minuetto (4 mani; 1939)

- Bozzetti (1942)

- Quattro invenzioni a due voci (1950)

- Caleidoscopio (1954)

- Le filastrocche dei nostri bimbi (1955)

- Il pescatore solitario (1959)

Pianoforte e orchestra
- Burlesca (1937),

- Tarantella (1940),

- Sinfonietta concertante (1947),

- Concerto (1950).

Canto e pianoforte
- La madre piange (1931),

- Paolo e Virginia (1947).

Canto e orchestra
- L’offerta delle rose (1929-1934),

- Berceuse (1955 o prima).

Coro
- Voci che amavi (1932)

Musiche di scena
- Cenerentola (1948),

- Amleto (1952),

- Il signor di Porcelgnac (1955)

Balletti
- La tarantola (1942)

- Festa romantica (1943)

Composizioni per orchestra
- Siciliana (1931)

- Intermezzi secenteschi (1936)

- I meravigliosi pupazzi (Stelladoro) (1948?)

## Discografia
- Valzer e Tango da concerto, G. Piccioli (pianoforte), Odeon, ca. 1938, 78 giri, (GO 12807; matrici: MO 6820+6821).

- Concerto per pianoforte e orchestra, Tullio Macoggi (pianoforte), Orchestra del Maggio Musicale Fiorentino, Alberto Erede (direttore), Audiodiscs, 1955, 78 giri].

## Filmografia
- Amleto, [spettacolo teatrale trasmesso dalla Rai, Programma nazionale, il giorno 14 giugno 1954], con Vittorio Gassman, regia televisiva di Luigi Squarzina, musiche originali di Giuseppe Piccioli[9], VHS, Novara: De Agostini, 1991 [DVD-video Roma: RAI trade – Milano: RCS libri, 2008]